# سيدي امحمد الشلح (سيدي امحمد الشلح)
سيدي امحمد الشلح هي إحدى مشيخات المملكة المغربية، تتبع جغرافيا لإقليم سيدي قاسم وإداريًا لسيدي امحمد الشلح. يقدر عدد سكانها بـ 4985 نسمة حسب الإحصاء الرسمي للسكان والسكنى لسنة 2004.